# 維氏深巨口魚
維氏深巨口魚（学名：Bathophilus vaillanti）为輻鰭魚綱巨口鱼目巨口鱼科的其中一種。分布于大西洋及太平洋海域，為深海魚類，棲息深度0-4900公尺，體呈圓筒形，體色從黑色至鐵灰色，並帶有金屬光澤，體長可達18公分。

## 扩展阅读
維基物種上的相關：維氏深巨口魚